# Montluel (tổng)
Tổng Montluel là một tổng của Pháp nằm ở tỉnh Ain trong vùng Rhône-Alpes.

## Địa lý
Tổng này được tổ chức xung quanh Montluel ở quận Bourg-en-Bresse. Độ cao ở đây từ 175 m (Niévroz) đến 319 m (La Boisse) với độ cao trung bình 215 m.

## Hành chính
| Giai đoạn | Ủy viên       | Đảng | Tư cách                             |
| --------- | ------------- | ---- | ----------------------------------- |
| 1998-2004 | Jacky Bernard | PS   |                                     |
| 2004-2011 | Jacky Bernard | PS   | Ủy viên hội đồng thành phố Montluel |

## Số đơn vị
Tổng Montluel groupe 9 xã và có dân số 20 103 dân (theo điều tra dân số năm 1999, số lượng không tính trùng).
| Xã           | Dân số | Mã bưu chính | Mã insee |
| ------------ | ------ | ------------ | -------- |
| Balan        | 1 534  | 01360        | 01027    |
| Béligneux    | 2 594  | 01360        | 01032    |
| La Boisse    | 2 709  | 01120        | 01049    |
| Bressolles   | 590    | 01360        | 01062    |
| Dagneux      | 3 757  | 01120        | 01142    |
| Montluel     | 6 454  | 01120        | 01262    |
| Niévroz      | 1 360  | 01120        | 01276    |
| Pizay        | 637    | 01120        | 01297    |
| Sainte-Croix | 468    | 01120        | 01342    |

## Biến động dân số
| 1962                                                     | 1968  | 1975   | 1982   | 1990   | 1999   |
| -------------------------------------------------------- | ----- | ------ | ------ | ------ | ------ |
| 7 756                                                    | 9 278 | 11 949 | 14 053 | 18 016 | 20 103 |
| Nombre retenu à partir de 1962 : dân số không tính trùng |       |        |        |        |        |